# Békési Andor
Békési Andor, dr. (1938-ig: Panyik; Ócsa, 1910. február 17. – Ócsa, 1989. március  1.) magyar református lelkész, Kálvin-kutató.

## Életpályája
Eredeti családneve Panyik. 1938-tól a Békési Andor nevet használta. Teológiai tanulmányait 1928 és 1932 között Budapesten, 1931-ben Montpellierben, 1932-ben Bonnban, majd 1932 és 1938 között az Amerikai Egyesült Államokban (Princetonban és Philadelphiában)  végezte. Teológiából 1936-ban, továbbá keleti nyelvészetből doktorátust szerzett. Az 1938-39. tanévben a budapesti Teológiai Akadémián tanított, majd Budapesten volt vallásoktató. A második világháború után, Ócsán volt lelkipásztor 1945-től az 1983-ban történt nyugdíjazásáig.
1956-ban részt vett a Református Megújulási Mozgalom tevékenységében, amiért 1957. március 6-tól 29-ig a Gyűjtőfogházban vizsgálati fogságban volt.
Számos cikke, tanulmánya jelent hazai és külföldi egyházi folyóiratokban jelentek meg. 

## Főbb művei
- Csendesedjetek el... (Budapest, 1943)
- A felemás Biblia... (Budapest, 1943)
- Isten embere a viharban (Budapest, 1943)
- Isten országa és mi (Budapest, 1943)
- Aki győz… (Budapest, 1944, 1990)
- A Szentlélekről szóló tanítás (Budapest, 1979)
- Kicsoda az ember? … (Budapest, 1981)
- Kálvin a Szentlélekről (Budapest, 1985)
- Kálvin a sákramentumokról (Budapest, 1987)
- Kálvin János: Tanítás a keresztyén vallásra, 1559 (ford., Budapest, 1986)

## Emlékezete
- Ócsán róla nevezték el a dr. Békési Panyik Andor utcát.
- Ócsán a református templom apszisa előtt áll a mellszobra, "dr. Békési Panyik Andor" felirattal.